# 계정초등학교
계정초등학교는 대한민국 경기도 양평군 양동면 구창말길 2 (계정리)에 있었던 초등학교이다.

## 연혁
- 1934년 4월 1일 양동공립보통학교 계정간이학교 인가
- 1960년 3월 1일 양동국민학교 계정분교장 승격
- 1964년 3월 2일 계정국민학교 승격
- 1985년 9월 1일 병설유치원 개원
- 1996년 3월 1일 계정초등학교로 개칭
- 2007년 3월 1일 양동초등학교로 통폐합